# Фюрстенберг, Франц Эгон фон
Франц Эгон фон Фюрстенберг (нем. Franz Egon von Fürstenberg, фр. François-Egon de Fürstemberg; 10 апреля 1626, Хайлигенберг — 1 апреля 1682, Кёльн) — 87-й епископ Страсбурга, немецкий и французский государственный деятель и дипломат.

## Биография
Сын ландграфа Эгона VIII фон Фюрстенберг-Хайлигенберга, баварского генерал-фельдцейхмейстера, и графини Анны-Марии фон Гогенцоллерн-Гехинген, старший брат кардинала Вильгельма Эгона фон Фюрстенберга.
В конце Тридцатилетней войны, вероятно, служил в имперских войсках.
Уже в молодости проявив рассудительность и ловкость в ведении дел, был в 1650 году назначен министром и советником курфюрста Кёльнского Максимилиана Генриха Баварского, и стал фактическим руководителем политики княжества. В 1653 году на Регенсбургском рейхстаге участвовал в коронации Фердинанда IV, и вел переговоры с приближенным нового короля архиепископом Майнца, занимавшим на церемонии место Кёльнского курфюрста.
4 июня 1658 руководил заключением секретного союзного договора между Кёльном и Францией, и, также как и его брат Вильгельм, был направлен послом к Людовику XIV.
Занимал должности великого декана в Кёльне (1655) и пробста Кёльнского собора (1660), каноника в Страсбурге, Льеже, Хильдесхайме и Шпайере, и 11 декабря 1658, после отставки кардинала Мазарини, был в награду за свою деятельность в интересах Франции назначен епископом Меца. Папа Александр VII отказался признать выбор Мецкого капитула, и Франц Эгон руководил епархией в качестве администратора. В 1660 рукоположен в священники, и в том же году Кёльнский архиепископ уступил ему аббатства Ставло и Мальмеди.
19 января 1663 был избран епископом Страсбурга, на место Леопольда Вильгельма Австрийского, и 17 сентября сложил полномочия администратора Меца в пользу младшего брата. В 1664 году стал аббатом Мурбаха и Лура. Живя в своем диоцезе с княжеской пышностью, новый епископ проявлял милость к простому народу и ревность в делах религии. Им было потрачено до 90 тыс. ливров на возвращение церковных владений, захваченных лютеранами, и найден способ, несмотря на войны, опустошавшие диоцез в течение столетия, возвести замок в Мутциге, восстановить резиденцию в Ванценау и начать сооружение великолепного дворца в Саверне.

Франц Эгон фон Фюрстенберг

Вторжение имперских войск в Эльзас в 1674 году заставило епископа укрыться в Реймсе, а затем в Париже, где король предоставил ему помещение в Лувре. Император, разгневанный на князя-епископа, сказал по его поводу: Abcat episcopus in Gallias! («пусть епископ проваливает во Францию»), и венский двор арестовал представителя Франца Эгона, прибывшего на рейхстаг. Он был лишен доходов со своего диоцеза и прочих бенефициев, а имущество, находившееся в испанских владениях, было конфисковано. Все возможности оправдаться перед Регенсбургским рейхстагом или императорским двором были закрыты, но епископ, будучи искусным дипломатом, несмотря на опалу, работал над примирением императора с Людовиком, и по условиям 23-й статьи Нимвегенского договора был восстановлен в своих правах и достоинстве.
После французской аннексии Страсбурга Франц Эгон покинул Саверн, и 20 октября 1681 под залпы 21 орудия торжественно въехал в город в сопровождении шести каноников Великого капитула, десяти пребендариев Великого хора и аббатов различных монастырей. На следующий день он вступил во владение и провел церемонию возвращения Страсбургского собора католической церкви.
24 октября князь-епископ со всей возможной помпой принимал Людовика XIV. С крыльца базилики он обратился к монарху со следующими словами:

Именно теперь, Сир, я принимаю из ваших королевских рук во владение этот храм, из которого насилием министров ереси мы так долго были изгнаны, я и мои предшественники, и я говорю Вашему Величеству, по примеру простеца Симеона, что отныне лишь ожидаю покойного конца своих дней.— Sitzmann É. Fürstemberg (de) François-Egon, p. 553
Франц Эгон фон Фюрстенберг скончался 1 апреля 1682 в Кёльне. Его сердце было помещено в Страсбургском соборе, а внутренности в церкви иезуитов в Мольсхайме.